# Van Woudendorphofje
Het Van Woudendorphofje was een hofje aan de voormalige Brandewijnsteeg (nu de Vrouwenkerkkoorstraat) in de binnenstad van de Nederlandse stad Leiden. Het hofje met zeven huisjes werd gesticht door Jan Willemszoon van Woudendorp die het bestemde voor arme kinderloze mannen of vrouwen van de Gereformeerde Religie. Hij was rijk geworden in de graanhandel.
Afstammelingen van de stichter kregen voorrang bij de toedeling van de huisjes. Generaties van de aangetrouwde familie Plu woonden hier en waren op een gegeven moment zo dominant aanwezig dat ook wel van het Plu-hofje werd gesproken.
Tot de Tweede Wereldoorlog waren de huisjes van het hof permanent bewoond. Doordat de regenten over onvoldoende financiële middelen beschikten werd het onderhoud echter steeds meer verwaarloosd. In 1953 verlieten de laatste bewoners het hofje. Sloop volgde in 1954. Het complex uit 1986 van C&A aan de Haarlemmerstraat strekt zich aan de achterzijde uit tot het terrein van het voormalige hofje. Hoewel er nog sprake is geweest van een plan om de naam levend te houden door die toe te kennen aan een nieuw te bouwen hofje is daar niets van terechtgekomen.
De stichter had aangegeven, dat boven de poort en vóór de huisjes een gedenksteen moest worden aangebracht met drie korenaren en zijn en zijns huisvrouws wapen. Dat is ook gedaan, inclusief de vermelding van zijn initialen: JWVW. Bij de sloop van het hofje is de gevelsteen bewaard gebleven. Later is die aangebracht in een nieuwe bakstenen gevel van het pand Nieuwe Beestenmarkt 3. Onder de cartouchevormige steen staat de tekst: AFKOMSTIG VAN HET WOUDENDORPHOFJE.